# Ilse Bing
Ilse Bing (geboren 23. März 1899 in Frankfurt am Main; gestorben 10. März 1998 in New York) war eine deutsch-amerikanische Fotografin.

## Leben und Wirken
Bing wurde in eine wohlhabende jüdische Frankfurter Kaufmannsfamilie als Tochter des Kaufmanns Louis Bing und seiner Frau Johanna Elli Bing, geb. Katz, geboren. Im Alter von 14 Jahren bekam sie eine Kodak Boxkamera geschenkt, mit der ihr erstes Selbstporträt entstand. Sie nahm 1920 das Studium der Mathematik und der Physik an der Frankfurter Universität auf, doch wandte sich kurz darauf der Kunstgeschichte und Architekturgeschichte zu. Das Wintersemester 1923/1924 am Kunsthistorischen Institut Wien.
1924 begann Bing eine Dissertation über den Architekten Friedrich Gilly (1772–1800). Erste Fotoarbeiten entstanden im Rahmen dieser Arbeit, nachdem sie zu Dokumentationszwecken ihre erste Kamera, ein Voigtländer (9 × 12 cm) erwarb. Als sie im Sommer 1929 ihr Studium beendete und die Dissertation aufgab, wandte sie sich gänzlich der Fotografie zu, erwarb eine neu auf den Markt gebrachte Leica (Kleinbildkamera) und arbeitete fortan fotojournalistisch. Für die folgenden zwei Jahrzehnte sollte die Leica die Grundlage Bings künstlerischen Schaffens bleiben.
Erste Reportagen publizierte z. B. Das Illustrierte Blatt, Frankfurt. 1930 konnte sie in der Publikation zum Wohnungsbauprogramm Neues Frankfurt eine Dokumentation über das 1928 bis 1930 durch die Architekten Mart Stam, Ferdinand Kramer, Werner Moser und Erika Habermann entworfene Altersheim in Frankfurt veröffentlichen. Sie pflegte außerdem eine enge Freundschaft zu dem Fotografen- und Filmemacherpaar Ella Bergmann-Michel und Robert Michel.

### Pariser Jahre
Ende 1930 siedelte Ilse Bing nach Paris über und setzte hier ihre fotografische Arbeit fort. Sie erhielt unter anderem durch die Vermittlung des ungarischen Journalisten Heinrich Guttmann Reportageaufträge. Zur Entwicklung ihrer Fotos, stellte Guttmann ihr eine Garage zur Verfügung, die Bing als Dunkelkammer nutzte. Sie arbeitete unter anderem für VU, Le Monde Illustré, Le Document und Arts et Métiers Graphiques.
Nachdem sie zunächst im Hotel Londres in der Rue Bonaparte gelebt hatte, zog sie 1931 in die Avenue de Maine, Nr. 146.
Im gleichen Jahr wurden Bings Arbeiten sowohl in Frankreich als auch in Deutschland ausgestellt. Die hervorragende Qualität ihrer Abzüge ließ den Fotografen und Kritiker Emmanuel Sougez, den sie ebenfalls 1931 kennenlernte, Ilse Bing als „Königin der Leica“ beschreiben. Neben ihrer Arbeit an Fotoreportagen experimentierte Ilse Bing während des Jahres 1934 im Fotolabor mit der Technik der Solarisation, unabhängig von den parallel entstehenden Werken Man Rays.
1933 verließ Bing die Avenue de Maine und zog in die Rue de Varenne, Nr. 8. Mit dem Pianisten und Musikpädagogen Konrad Wolff, der im gleichen Haus lebte, wurde sie zunächst nur über sein Klavierspiel bekannt, welches durch den Innenhof zu vernehmen war. Wenig später sollten sie sich persönlich kennenlernen und ein Paar werden.
Nach ihrer Teilnahme an einer Gruppenausstellung in der Julien Levy Gallery im New York des Jahres 1932 wurden 1936 in der „Internationalen Ausstellung zeitgenössischer Fotografie“ im Pariser Musée des Arts décoratifs Werke von Ilse Bing gezeigt. Als Bing 1936 New York besuchte, erhielt sie das Angebot als Fotografin für das Life Magazin zu arbeiten, was sie ausschlug, um nicht von dem in Paris lebenden Wolff getrennt zu sein.
1937 war sie Teilnehmerin in der von Beaumont Newhall organisierten Ausstellung „Photographie 1839–1937“ im Museum of Modern Art, New York. Bing und Wolff heirateten im November des gleichen Jahres und zogen 1938 gemeinsam in den Boulevard Jourdan.
Nach dem Einfall deutscher Truppen in Frankreich 1940 wurde Bing von Wolff getrennt und für zehn Wochen in das Internierungslager Camp de Gurs gebracht. Dort lernte sie u. a. Hannah Arendt kennen.

Im Gespräch mit der Fotografin Herlinde Koelbl sagt Bing später: 
„Viele Leute nennen es nur Internierungslager, weil wir ja nicht misshandelt wurden. Ich empfand es als KZ. Getrennt zu sein von meinem Mann, nicht zu wissen, wo er ist, nicht zu wissen, was draußen in der Welt vorgeht. (…) Diese Unfreiheit, die absolute Unfreiheit und Degradierung. Ich hatte immer eine Rasierklinge bei mir. Ich war entschlossen, mich nicht von den Nazis internieren zu lassen. Dann hätte ich mir das Leben genommen. Aber man kann viel mehr ertragen, als man glaubt. Es war schlimmer, als man es sich vorstellen konnte, und man konnte mehr ertragen, als man für möglich gehalten hat.“
Nachdem Wolff unter großem Aufwand für Bings Freilassung eintrat, gelang es ihnen gemeinsam Marseille zu erreichen. Dort warteten sie neun Monate auf ihr Visum zur Einreise in die USA. Das dafür benötigte Affidavit of Sponsorship wurde vom Autor und Journalisten Hendrik Willem van Loon ausgestellt, den Bing bereits 1930 kennengelernt hatte. 1941 emigrierten Bing und Wolff schließlich und ließen sich in New York nieder.

### New Yorker Zeit
Auch im Exil arbeitete Bing weiter als Fotografin und verdiente ihr Geld fortan vor allem mit Werbe- und Porträtfotografie. In Paris hatte Ilse Bing jedoch ihre kreativste Schaffensphase, hier fühlte sie sich verwurzelt: „Verwurzelt bin ich eigentlich nur in Paris […] Wenn ich auf dem Pariser Pflaster laufe, dann fühle ich den Kontakt. Es ist ein lebendiger Kontakt mit dem Grund, mit der Luft. Wenn ich durch die Pariser Straßen gehe, dann ist die Vergangenheit lebendig. Wenn ich hier [in New York] durch die Straße gehe und alte Gebäude sehe, dann […] bleibt immer ein Abstand.“
In den 1940er und 50er Jahren erlangte Bing vor allem Bekanntheit für ihre Porträts von Kindern, aber fotografierte auch Persönlichkeiten wie Dwight D. Eisenhower und seine Frau Mamie.
1947 unternahm sie erstmals nach Kriegsende eine Reise nach Deutschland und Frankreich, besuchte dabei u. a. das kriegszerstörte Frankfurt und blieb für drei Monate in Paris. Ab 1950 arbeitete Bing mit einer Rolleiflex, die sie für die folgenden zwei Jahre im Wechsel mit der Leica benutzte, sich aber ab 1952 dazu entschied ausschließlich mit dem Mittelformat der Rolleiflex zu arbeiten.
1951 und 1952 besuchte sie abermals Paris und hatte ihre Kamera stets bei sich. Im Jahr 1957 wandte sie sich von der Schwarz-Weiß-Fotografie ab und konzentrierte sich auf die Arbeit mit Farbnegativen. 1959 entschied sich Bing schließlich dazu, die Fotografie aufzugeben. In der Folge entstanden Texte, Collagen und Zeichnungen.

Ihre Entscheidung begründet sie später folgendermaßen: 
„Mit diesem Medium konnte ich nichts Neues mehr sagen. Ich habe auf dem Höhepunkt meiner fotografischen Entwicklungen aufgehört, mit der Kamera zu arbeiten. Ich konnte damit nicht mehr ausdrücken, was ich erlebte. Natürlich hätte ich noch schöne Bilder machen können, aber es kam nicht mehr von innen. Der Charakter der Arbeit änderte sich mit meiner Entwicklung und hat jetzt ein neues Gesicht bekommen.“
Ihr erstes Buch veröffentlicht Bing 1976 unter dem Titel Words as Visions bei Ilkon. Press. Beim gleichen Verlag folgt 1978 eine weitere Publikation mit dem Titel Numbers in Images.
Ilse Bings fotografisches Werk wurde in den 1970ern neu entdeckt und es folgten eine Vielzahl von Einzelausstellungen in New York, Las Vegas, Chicago, San Francisco, Frankfurt u. v. m. Bings Fotografien waren darüber hinaus auch in zahlreichen Gruppenausstellungen vertreten.
Das neu aufkommende Aufmerksamkeit, die Bing seit den 1970er Jahren in den 1980ern genießt, lässt sich u. a. auf die wachsende Faszination und das Interesse an der europäischen Fotografie der 1920er und 1930er Jahre zurückführen.
1982 veröffentlichte Bing den Bildband Women from Cradle to Old Age 1929–1955, der zahlreiche sowohl monochrome als auch farbige fotografische Frauenbildnisse enthält. Das Vorwort wurde von Gisèle Freund verfasst.
Ilse Bing trat ab 1984 in den USA und Deutschland vielfach als Referentin zur Entwicklung der modernen Kunst, insbesondere der Fotografie, hervor. Im Rahmen dieser Tätigkeit hält sie u. a. in Frankfurt, Essen, Köln, New Orleans und New York Vorträge.
Am 10. März 1998 starb Ilse Bing, kurz vor ihrem neunundneunzigsten Geburtstag, in New York.

## Arbeitsweise und Motive

### Arbeitsweise
Bings Arbeitsweise zeichnet sich besonders durch die Vergrößerung von Fragmenten des 35mm-Films ihrer Leica aus und die daraus entstehenden eigenwilligen Bildausschnitte. Obwohl Bing viel experimentierte scheinen ihre Fotografien oftmals von einer natürlichen Perfektion gekennzeichnet. Während ihr Zugang zu ihrem Handwerk einerseits oft spontan und intuitiv erfolgte, war er zugleich geprägt von großer Sorgfalt und Präzision. Ihre Arbeiten wurden dabei sowohl von zeitgenössischer abstrakter und gegenstandsloser Malerei geprägt als auch durch das Neue Sehen und dem Surrealismus. Da die Arbeit in der Dunkelkammer die Ergebnisse und das Erscheinungsbild von Bings Fotografie wesentlich prägten, nahm sie die Entwicklung ihrer Negative stets selbst vor.

### Motive
Neben zahlreichen Porträtaufnahmen war Ilse Bing vor allem an urbanen Motiven interessiert. Dabei faszinierten sie architektonische Elemente und Strukturen ebenso wie städtisches Treiben. Ihre Arbeitsweise erkundet immer wieder das Aufspüren von Symmetrie und Rhythmus im Erleben alltäglicher Situationen.
Bing verzichtete dabei stets auf zusätzliche Beleuchtung und arbeitete ausschließlich mit den vorhandenen Lichtverhältnissen. Dabei griff sie sowohl auf künstliche Lichtquellen wie beleuchtete Fenster, Lampions, Straßenlaternen, Scheinwerfer oder den Eiffelturm zurück, als auch auf natürliches Licht durch Sonne und Mond.
In ihren Arbeiten finden sich oft Reflexionen und Spiegelungen, so z. B. in Regenpfützen, Flüssen und Meeren. Bing entwickelte dabei ein Gespür für Bewegung und Stillstand, was sie sowohl in den Fotografien von Wasser als auch von Menschen und Gegenständen zum Ausdruck brachte.

## „Words as Visions“ und „Numbers in Images“
„Words as VisionsLogograms“ (1974)

In dem Konrad Wolff gewidmeten Buch präsentiert Ilse Bing 111 assoziierte Worte, die dreisprachig aufgeführt und durch ihre eigenen Zeichnungen illustriert sind:
„sein, haben, worte, ja, nein, warum, weil, gut, schlecht, verbrechen, schmerz, neid, mein, ich, du; ihr, sie (plural), identität, realität, illusion, hoffnung, erwartung, inspiration, ehrfurcht, hass, liebe, ideal, schlaf, tod, trauer, sich erinnern, vergessen, verloren, fehlend, allein, einsam, gelangweilt, lebendig, gluecklich, laecheln, wann, zeit, zeitlos, jetzt, gestern, morgen, jemals, niemals, final, endlos, nie mehr, ewigkeit, wo, hier, nirgends, wahrscheinlich, vielleicht, sicher, offensichtlich, genug, absolut, alt, neu, entdeckung, erfindung, laerm, stille, klang, haesslich, schoen, warm, heiss, kalt, langsam, schnell, bereit, wachsam, sehr, und, bei; von, falls, so, aber, bitte, danke, beginnen, warten, lebe wohl, etwas, alles, nichts, dies, daemonisch, wahr, luege, irrtum, fehler, zweifel, vertrauend, erfolg, bravo, muss, zufall; aussicht, risiko; zufall, ereignis, epilog“

Die Auswahl der Wort erklärt Bing im Epilog des Buches: 
– i picked the words like flowers in a field. the ones which signaled me the strongest were taken first.
there is no apparent systems in the choice or order of words, and yet they may stand for, and unveil, the hidden body of my thoughts –

„Numbers in ImagesIlluminations of Numerical Meanings“ (1976)
In ihrem 1976 erschienenen Werk widmet sich Ilse Bing Zahlen und kehrt damit gewissermaßen zurück an die Ursprünge ihrer akademischen Ausbildung, als sie noch Mathematik und Physik studierte. Wie im zuvor publizierten Words as Visions, ist das Buch vollständig mit Bings Zeichnungen illustriert.

Ihre Gedanken und Gedichte zu Zahlen leitet Bingfolgendermaßen ein: 
this limited selection does not touch on all facets of numbers, because its function is to illuminate, and not to explain. it deals with the very lowest numbers, those which we still can count on our fingers. for these are the base of the entire numerical row, and also the fundament for all mathematical constructions.

## Auszeichnungen
- 1990: Women’s Caucus for Art Award, New York.
- 1993: First Gold Medal Award for Photography vom National Arts Club, New York.

## Ausstellungen (Auswahl)
- 1932: „Ilse Bing“, Galerie Trittler, Frankfurt
- 1936: „Ilse Bing“, June Rhodes Gallery, New York
- 1948: „Ilse Bing Photographs“, The Brookly Museum
- 1985: „Ilse Bing: Three Decades of Photography“, New Orleans Museum of Art
- 1986: „Ilse Bing“, International Center of Photography, New York
- 1995: „Ilse Bing – Marta Hoepffner – Abisag Tüllmann. Drei Fotografinnen in Frankfurt“, Historisches Museum, Frankfurt a. M.
- 1996: „Ilse Bing – Fotografien 1929–1956“, Suermondt-Ludwig-Museum, Aachen
- 2004: „Ilse Bing: Queen of the Leica“, Victoria & Albert Museum, London
- 2019: “Ilse Bing (1899–1998): Fotografien”, Galerie Berinson, Berlin
- 2020: “Ilse Bing: Paris and Beyond”, F11 Foto Museum, Hong Kong
- 2020: “Ilse Bing: Queen of the Leica”, The Cleveland Museum of Art